# Haumeni (Nunkolo)
Haumeni is een bestuurslaag in het regentschap Timor Tengah Selatan van de provincie Oost-Nusa Tenggara, Indonesië. Haumeni telt 1304 inwoners (volkstelling 2010).